# Patrick Owomoyela
Patrick Olaiya Olukayode Owomoyela, född 5 november 1979 i Hamburg, Västtyskland, är en tysk före detta fotbollsspelare.
Owomoyela var med i Tysklands trupp vid Confederations Cup 2005.
Owomoyela har tysk mor och nigeriansk far.